# Isaiah Joe
Derrick Isaiah Joe (Fort Smith, 2 luglio 1999) è un cestista statunitense, guardia dei Oklahoma City Thunder.

## Carriera

### High school
Joe è cresciuto a Fort Smith, in Arkansas, e ha frequentato la Northside High School.  Ha tirato il 41% da tre punti nella sua seconda stagione e ha scelto di giocare a basket universitario presso l'Università dell'Arkansas durante l'estate durante il suo anno da junior rispetto alle offerte dell'Alabama e dell'Arkansas-Little Rock. Da junior, Joe ha segnato in media 18,8 punti, 4,5 rimbalzi e 2,2 palle rubate a partita e ha contribuito a guidare i Grizzlies a un campionato statale 7A dell'Associazione delle attività dell'Arkansas (AAA) ed è stato inserito nell'All-State First Team. Da senior, Joe ha realizzato in media 22,8 punti, 4,4 rimbalzi, 3,4 assist e 2,9 palle rubate a partita ed è stato nominato giocatore di basket dell'anno Gatorade Arkansas Boys e giocatore di stato dell'anno da USA Today mentre guidava Northside alla partita per il titolo statale prima di finire alla North Little Rock High School.

### College
Ha segnato una media di 13,9 punti, 2,8 rimbalzi, 1,7 assist e 1,5 palle recuperate a partita su 34 partite giocate come matricola ed è stato nominato nella squadra All-Freshman della Southeastern Conference (SEC). Ha realizzato 113 tiri da tre punti su 273 tentativi (41,4%), battendo il record dell'Arkansas precedentemente detenuto da Scotty Thurman (102) e segnando il record per una matricola nel SEC. È stato anche nominato giocatore SEC della settimana dopo aver segnato 34 punti con un 10 su 13 tiri da tre (11-14 complessivi) contro FIU il 1º dicembre 2018.
Nella sua seconda stagione è stato nominato come l'80° miglior giocatore di basket collegiale della stagione 2019-20 dalla CBS Sports e la 33° miglior potenziale scelta per il draft NBA 2020 da ESPN. Joe è stato nominato co-giocatore della settimana SEC il 2 gennaio 2020, dopo una prestazione di 24 punti, cinque rimbalzi nella vittoria per 71-64 contro l'Indiana . Joe ha segnato 34 punti, di cui 26 nella seconda metà, il 12 gennaio per guidare Arkansas nella vittoria in rimonta per 76-72 su Ole Miss. Il 4 febbraio, Joe è stato sottoposto a una procedura artroscopica al ginocchio dopo che una risonanza magnetica ha rivelato un'infiammazione ed è stato escluso a tempo indeterminato.  Al secondo anno, Joe ha avuto una media di 16,9 punti e 4,1 rimbalzi a partita. Dopo la stagione ha dichiarato la sua eleggibilità per il Draft NBA 2020. Il 1º agosto annunciò che si sarebbe ritirato dalla leva e sarebbe tornato in Arkansas. Tuttavia, il 17 agosto invertì la rotta e lasciò l'Arkansas per i ranghi professionali.

### NBA

#### Philadelphia 76ers
Il 18 novembre 2020 è stato selezionato con la 49ª scelta assoluta nel Draft NBA 2020 dai Philadelphia 76ers. Il 3 dicembre ha ufficialmente firmato con i 76ers.

#### Oklahoma City Thunder
Il 16 ottobre 2022 passa ufficialmente ai Thunder firmando un contratto pluriennale.

## Statistiche

### NCAA
| Anno      | Squadra         | PG | PT | MP   | TC%  | 3P%  | TL%  | RP  | AP  | PRP | SP  | PP   |
| --------- | --------------- | -- | -- | ---- | ---- | ---- | ---- | --- | --- | --- | --- | ---- |
| 2018-2019 | Ark. Razorbacks | 34 | 34 | 30,1 | 41,3 | 41,4 | 75,6 | 2,8 | 1,7 | 1,5 | 0,1 | 13,9 |
| 2019-2020 | Ark. Razorbacks | 26 | 25 | 36,1 | 36,7 | 34,2 | 89,0 | 4,1 | 1,7 | 1,4 | 0,3 | 16,9 |
| Carriera  | Carriera        | 60 | 59 | 32,7 | 39,0 | 37,8 | 82,7 | 3,4 | 1,8 | 1,5 | 0,2 | 15,2 |

#### Massimi in carriera
- Massimo di punti: 34 (2 volte)[1]
- Massimo di rimbalzi: 9 vs Georgia Tech (25 novembre 2019)
- Massimo di assist: 7 vs Rice (5 novembre 2019)
- Massimo di palle rubate: 6 (2 volte)
- Massimo di stoppate: 2 (2 volte)
- Massimo di minuti giocati: 43 vs Georgia Tech (25 novembre 2019)

### NBA

#### Regular Season
| Anno       | Squadra            | PG  | PT | MP   | TC%  | 3P%  | TL%  | RP  | AP  | PRP | SP  | PP   |
| ---------- | ------------------ | --- | -- | ---- | ---- | ---- | ---- | --- | --- | --- | --- | ---- |
| 2020-2021  | Philadelphia 76ers | 41  | 1  | 9,3  | 36,1 | 36,8 | 75,0 | 0,9 | 0,5 | 0,3 | 0,1 | 3,7  |
| 2021-2022  | Philadelphia 76ers | 55  | 1  | 11,1 | 35,0 | 33,3 | 93,5 | 1,0 | 0,6 | 0,3 | 0,1 | 3,6  |
| 2022-2023  | Oklahoma Thunder   | 73  | 10 | 19,1 | 44,1 | 40,9 | 82,0 | 2,4 | 1,2 | 0,7 | 0,1 | 9,5  |
| 2023-2024  | Oklahoma Thunder   | 78  | 1  | 18,5 | 45,8 | 41,6 | 86,5 | 2,3 | 1,3 | 0,6 | 0,3 | 8,2  |
| 2024-2025† | Oklahoma Thunder   | 74  | 16 | 21,7 | 44,0 | 41,2 | 82,1 | 2,6 | 1,6 | 0,6 | 0,1 | 10,2 |
| Carriera   | Carriera           | 321 | 29 | 16,9 | 43,1 | 40,2 | 83,7 | 2,0 | 1,1 | 0,5 | 0,1 | 7,6  |

#### Play-off
| Anno     | Squadra            | PG | PT | MP   | TC%  | 3P%  | TL%  | RP  | AP  | PRP | SP  | PP  |
| -------- | ------------------ | -- | -- | ---- | ---- | ---- | ---- | --- | --- | --- | --- | --- |
| 2021     | Philadelphia 76ers | 4  | 0  | 2,4  | 33,3 | 0,0  | -    | 0,0 | 0,3 | 0,0 | 0,0 | 0,5 |
| 2022     | Philadelphia 76ers | 7  | 0  | 2,1  | 40,0 | 33,3 | -    | 0,3 | 0,0 | 0,0 | 0,0 | 0,7 |
| 2024     | Oklahoma Thunder   | 10 | 2  | 17,3 | 44,4 | 41,0 | -    | 2,2 | 1,0 | 0,5 | 0,0 | 6,4 |
| 2025†    | Oklahoma Thunder   | 21 | 0  | 10,0 | 49,3 | 41,1 | 85,7 | 1,4 | 0,7 | 0,3 | 0,1 | 5,1 |
| Carriera | Carriera           | 42 | 2  | 9,7  | 46,7 | 40,0 | 85,7 | 1,3 | 0,6 | 0,3 | 0,0 | 4,2 |

#### Massimi in carriera
- Massimo di punti: 33 vs Charlotte Hornets (28 marzo 2023)[2]
- Massimo di rimbalzi: 8 vs Utah Jazz (16 novembre 2021)
- Massimo di assist: 5 vs Portland Trail Blazers (26 marzo 2023)
- Massimo di palle rubate: 3 vs Indiana Pacers (31 marzo 2023)
- Massimo di stoppate: 2 vs Miami Heat (12 gennaio 2021)
- Massimo di minuti giocati: 45 vs Denver Nuggets (9 gennaio 2021)

### G League
| Anno      | Squadra         | PG | PT | MP   | TC%  | 3P%  | TL% | RP  | AP  | PRP | SP  | PP  |
| --------- | --------------- | -- | -- | ---- | ---- | ---- | --- | --- | --- | --- | --- | --- |
| 2020-2021 | Del. Blue Coats | 2  | 2  | 34,2 | 25,0 | 17,6 | -   | 2,0 | 1,5 | 1,0 | 0,5 | 8,5 |
| Carriera  | Carriera        | 2  | 2  | 34,2 | 25,0 | 17,6 | -   | 2,0 | 1,5 | 1,0 | 0,5 | 8,5 |

## Palmarès
- Campionato NBA: 1

Oklahoma City Thunder: 2025